# Warren Potent

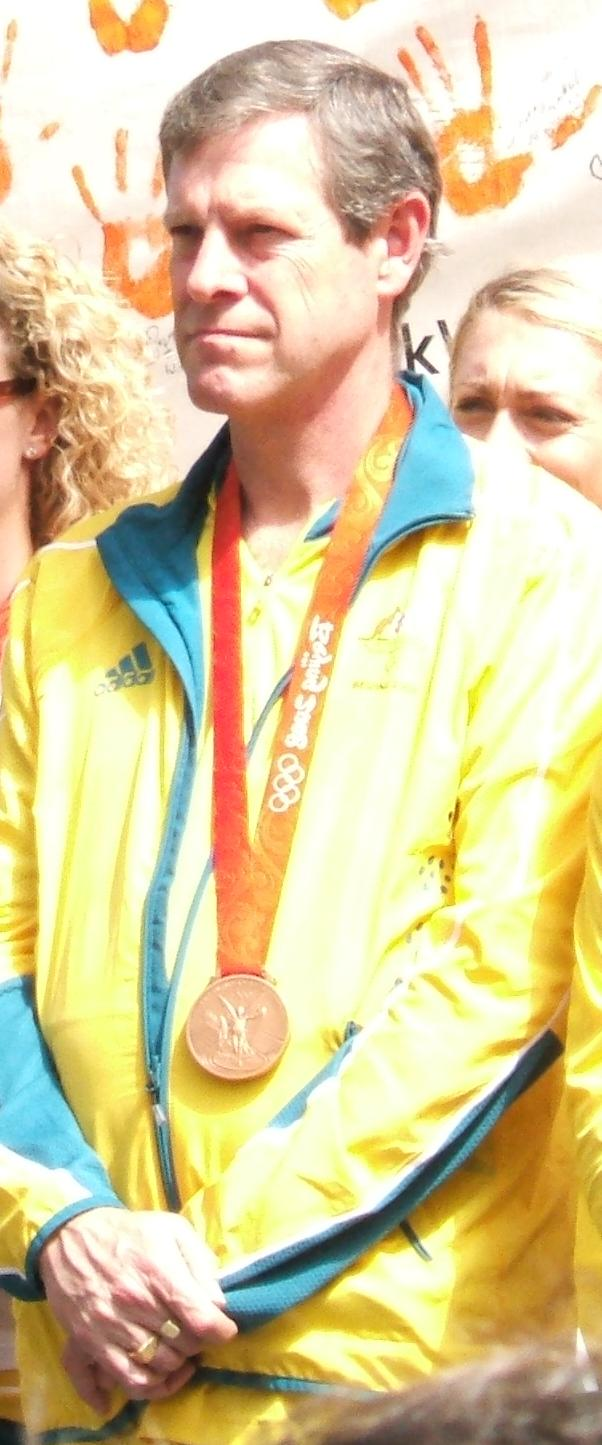
Potent bei der Begrüßungsparade der australischen Olympioniken am 19. September 2008

Warren James Potent  (* 7. April 1962 in Parramatta) ist ein australischer Sportschütze, der sich auf das Kleinkaliberschießen im Liegendanschlag spezialisiert hat.
Warren Potent nahm 2000 in Sydney, 2004 in Athen und 2008 in Peking jeweils im Wettbewerb mit dem Kleinkalibergewehr im Liegendanschlag teil. 2000 belegte er den 19. Platz, 2004 wurde er 42. Größter Erfolg wurde der Gewinn der Bronzemedaille 2008 mit 700,5 Ringen in Peking hinter Artur Ajwasjan und Matthew Emmons. Schon 1988 war Potent Reservist für die Spiele von Seoul, 1986 war er Weltmeister im Team. Zwischen 1990 und 1997 hatte er die Ausübung seines Sportes unterbrochen. Mit 704.8 Ringen, aufgestellt bei den vorolympischen Wettkämpfen in Peking, egalisierte der Australier den von Christian Klees gehaltenen Weltrekord in der Disziplin.